# Condicionament operant

La caixa d'Skinner

El Condicionament operant o Condicionament instrumental és aquell en què la conducta del subjecte determina el resultat que es deriva d'ella. La conseqüència és contingent respecte la resposta. Implica aprendre una conducta que acompleix un fi, i per tant, és operativa (operant). La seva principal figura és el psicòleg estatunidenc Burrhus Frederic Skinner

## Concepte
Una resposta produeix unes conseqüències reforçadores mitjançant un entrenament perllongat. Aquest procés s'anomena adquisició. Si la resposta deixa de produir la recompensa, la conducta s'extingeix.

## Elements
- Estímul (S) Senyal davant la qual el subjecte actua o deixi d'actuar
- Resposta (R) És la conducta que ha de preseguir a S o no s'hi ha de presentar.
- Conseqüència (C) És l'element que segueix a la resposta del subjecte de forma contingent i immediata. N'hi ha de dos tipus:
  - Reforçadora:
    - Positiva: Augmenti la possibilitat que la resposta es torni a produir (innats o apresos)
    - Negativa: El que fa probable que augmente la resposta és la seva desaparició.

  - Aversiva: Conseqüència que fa minvar la probabilitat que hi hagi R.
  - Resultat Extinció de la conducta-resposta determinada per la sèrie d'element, o bé aprenentatge. Posteriorment, amb el desenvolupament del conductisme i de l'estudi de l'aprenentatge i la memòria, es va incloure, en les línies de treball posteriors (més cognitives), una suposadament "caixa negra", la part menys susceptible d'experimentació del Sistema Nerviós Central.

## Metodologia
Totes les situacions es caracteritzen per una pauta i una freqüència relativa de recompensa, que formen un programa de recompensa:
- Raó fixa: es reforça cada cert nombre correcte de respostes. S'obté una taxa de respostes alta i estable.
- Raó variable: es reforça cada cert nombre variable i aleatori de respostes, al voltant d'una mitajana. S'obte una taxa de respostes alta i estable.
- Interval fix: es reforça per la primera resposta produïda després d'un interval fix de temps des del darrer reforç. S'aconsegueix l'elevació de la taxa de respostes cap al final de l'interval.
- Interval variable: es reforça després d'un temps determinat que pot ser variable, evitant l'anticipació de recompensa i aconseguint respostes molt estables però més baixes.

## Obres
Malgrat que el conductisme operant ha suposat un gran nombre d'articles científics i d'aplicacions, com l'ensenyament programat, l'obra probablement més coneguda sobre una aplicació del condicionament instrumental o operant, és el llibre de B.F.Skinner, Walden II.